# Воскрешение (фильм, 1999)
«Воскрешение» (англ. Resurrection) — американский криминальный триллер 1999 года режиссёра Рассела Малкэхи.

## Сюжет
Детектив Джон Прудом (Кристофер Ламберт) и его напарник расследуют дело об убийстве Питера Белкура, владельца флота рыбачьих лодок. Убийство носило специфический характер: тело жертвы было изуродовано и отрублена рука, на окне надпись «Он идёт», а на затылке ожог. Специалист производит осмотр тела и делает заключение: жертва находилась в сознании при отрезании руки, преступник имеет отношение к хирургии (отрез являлся профессиональным и точным). В личной жизни Джона Прудома происходят не самые лучшие времена. Его маленький сын погиб, катаясь на велосипеде и выехав на дорогу под проезжающую машину. Джон винит себя, ведь он не смог спасти собственного сына, его задержал случайный прохожий. Джона поддерживает его жена, которая переживает не меньше из-за происходящего. Тем временем появляются зацепки, которые ведут к новым трупам с различными отрезанными частями тела. К расследованию подключается ФБР для оказания помощи в поимке маньяка. Чем ближе полицейские подбираются к логову преступника, тем страшнее и ужаснее правда. Полицейские в замешательстве: кого хочет воссоздать маньяк? Зачем оставлять жертв в сознании при удалении части тела? Джон Прудом и его напарник погружаются в мир маньяка для его поимки.

## В ролях
- Кристофер Ламберт — детектив Джон Прудом
- Лиленд Орсер — детектив Эндрю Холлинсворт
- Роберт Джой — агент Уингейт/Джеральд Демус
- Барбара Тайсон — Сара Прудом
- Рик Фокс — Шолфилд
- Дэвид Кроненберг — Отец Роузелл
- Джонатан Поттс — детектив Мольц
- Питер Макнилл — капитан Уиппли
- Филип Уильямс — детектив Роуч
- Джейн Иствуд — Долорес Кунец
- Дэвид Ферри — мистер Бреслер
- Чаз Торн — Дэвид Элкинс
- Барбара Гордон (актриса) — судья Сеерс
- Ротафорд Грэй — Джэйлор
- Карен Глэйв — секретарь в приемной ФБР
- Патрик Чилверс — офицер
- Даррен Енкин — Джон Ордвэй
- Яан Филипс — Стэнли Хэллоуэй
- Сильвана Гатика — мать ребёнка
- Рэй Вернон — реальный агент Уингейт
- Майкл Олах — Майкл Прудом

## Критика
Рецензенты отмечают, что многими атрибутами (в частности тематикой убийств на религиозной почве и мрачной стилистикой) фильм напоминает американский неонуар «Семь» (1995). Марк Бернардин из Entertainment Weekly назвал фильм «прискорбно производным», но «хорошо сделанным».